# Nephrotoma curtiterebra
Nephrotoma curtiterebra är en tvåvingeart som beskrevs av Alexander 1967. Nephrotoma curtiterebra ingår i släktet Nephrotoma och familjen storharkrankar. Inga underarter finns listade i Catalogue of Life.